# Johann August Ephraim Goeze

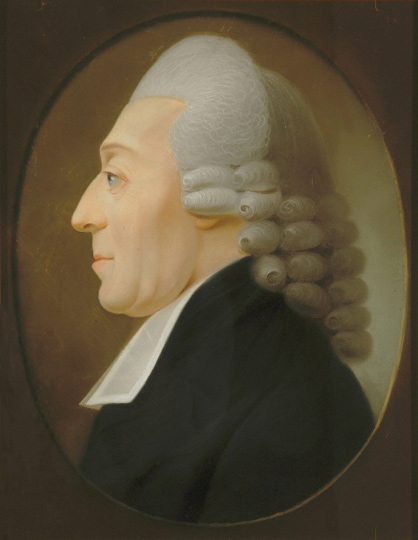
Johann August Ephraim Goeze, um 1780, Gleimhaus Halberstadt

Johann August Ephraim Goeze (* 28. Mai 1731 in Aschersleben; † 27. Juni 1793 in Quedlinburg) war ein deutscher Pastor und Zoologe.

## Leben
Goeze studierte von 1747 bis 1751 Theologie an der Universität Halle. Ab 1755 war er Theologe in Quedlinburg, ab 1762 als Pastor an der St.-Blasii-Kirche in Quedlinburg. 1786 wurde er Hofdiakon an der Stiftskirche.
Er ist der Bruder des lutherischen Theologen Johann Melchior Goeze (1717–1786).
1772 entdeckte er die Bärtierchen (Tardigrada). In seinem 1782 erschienenen Werk Versuch einer Naturgeschichte der Eingeweidewürmer thierischer Körper beschrieb er die Scolices in den Zysten von Tieren und verglich sie als erster Zoologe mit den „Köpfen“ ausgewachsener Bandwürmer. Damit legte er einen der Grundsteine für die erst Jahrzehnte später von anderen Forschern gewonnene Erkenntnis, dass die Bandwürmer einen Entwicklungszyklus mit einem Wirtswechsel durchlaufen, und dass manche Zysten in Organen von Tieren und Menschen durch Bandwürmer, die Echinokokken, verursacht werden.
Auf manche Werke wird der Name Goeze als „Götze“ gedruckt und somit auch oft in dieser Form zitiert (z. B. auf Band 2–3 der „Abhandlungen zur Geschichte der Insekten“).

## Ehrungen
Die Stadt Quedlinburg benannte ihm zu Ehren eine Straße als Goezestraße.
Die Pflanzengattung Goetzea aus der Familie der Nachtschattengewächse (Solanaceae) ist ebenfalls nach ihm benannt.

## Werke
- Herrn Karl Bonnets Abhandlungen aus der Insektologie. Bey J.J. Gebauers Wittwe und Joh. Jac. Gebauer, Halle 1773, doi:10.5962/bhl.title.47534
- Beobachtungen und Gedanken über die vermeynte Siebbiene. 1774, doi:10.5962/bhl.title.65379.
- D. Phillip Fermins Abhandlungen von der Surinamischen Kröte oder Pipa. Braunschweig 1776, doi:10.5962/bhl.title.51890.
- Entomologische Beyträge zu des Ritter Linné zwölften Ausgabe des Natursystems. Weidmann [unter anderem], Leipzig 1777–1783, doi:10.5962/bhl.title.45974.
- Carl de Geer: Abhandlungen zur Geschichte der Insekten. Aus dem Französischen übersetzt und mit Anmerkungen hrsg. von Johann August Ephraim Goeze. J. C. Müller, Leipzig 1776–1783, doi:10.3931/e-rara-22941.
- Versuch einer Naturgeschichte der Eingeweidewürmer thierischer Körper. Pape, Blankenburg 1782 (Digitalisat Online bei der Bayerischen Staatsbibliothek, PDF, ca. 145 MB).
- Neueste Entdeckung, dass die Finnen im Schweinefleisch keine Drüsenkrankheit, sondern wahre Blasenwürmer sind. J.G. Heller, Halle 1784.
- Nützliches Allerley aus der Natur und dem gemeinen Leben für allerley Leser […]. Erstes Bändchen. Bey Weidmanns Erben und Reich, Leipzig 1785 (S. 49–55 findet sich die Tauchergeschichte innerhalb des Abschnitts „Was die Menschen fürs Geld zu thun im Stande sind?“, siehe Der Taucher).
- Geschichte einiger, den Menschen, Thieren, Oekonomie und Gärtneren schädlichen Insekten. Leipzig 1787, doi:10.5962/bhl.title.65808.
- Beschreibung einer bequemen Studir- und Sparlampe. In der Graffschen Buchhandlung, Leipzig 1791.
- Cornelius: ein Lesebuch für allerley Volck, das Gott fürchten und ernst thun will. Weidmann, Leipzig 1792.
- Zeitvertreib und Unterricht für Kinder in ihren ersten Lebensjahren: in kleinen Geschichten. 2 Bände. Weidmann, Leipzig 1783 (Bd. 1, Bd. 2, jeweils Digitalisat und Volltext im Deutschen Textarchiv); 2., verbesserte Auflage. Weidmann, Leipzig 1793.
- Mannigfaltigkeiten aus der Natur und dem Menschenleben. Pinckvoß, Altona 1794.
- Belehrungen über gemeinnützige Natur- und Lebenssachen für allerley Leser. Ein Anhang zu dem Werke: Natur, Menschenleben und Vorsehung. Weidmann, Leipzig 1794, Digitalisat.
- Natur, Menschenleben und Vorsehung: für allerley Leser. Neue Auflage. Weidmann, Leipzig 1796.
- Erster Nachtrag zur Naturgeschichte der Eingeweidewürmer. Leipzig 1800.
- Europäische Fauna oder Naturgeschichte der europäischen Thiere in angenehmen Geschichten und Erzählungen für allerley Leser, vorzüglich für die Jugend. Weidmannischen Buchhandlung, Leipzig 1791–1803.